# Großheinrichschlag
Großheinrichschlag ist eine Ortschaft der Gemeinde Weinzierl am Walde in Niederösterreich.

## Geographie
Der Ort befindet sich südwestlich von Weinzierl und an Südseite des tief eingeschnittenen Kremstales an dessen gegenüberliegender Seite Kleinheinrichschlag liegt.

## Geschichte
Bis Ende 1969 bildete Großheinrichschlag zusammen mit den Ortschaften Habruck und Lobendorf eine eigenständige Gemeinde und schloss sich am 1. Jänner 1972 der Gemeinde Weinzierl an.

## Kultur und Sehenswürdigkeiten
- Katholische Pfarrkirche Großheinrichschlag hl. Johannes der Täufer

## Wirtschaft und Infrastruktur
Laut Adressbuch von Österreich waren im Jahr 1938 in der Ortsgemeinde Großheinrichschlag ein Bäcker, ein Fleischer, ein Gastwirt, ein Gemischtwarenhändler, zwei Mühlen samt Sägewerk, zwei Schuster, ein Tischler, zwei Viehhändler, ein Wagner und mehrere Landwirte ansässig.